# Línea 1 (Metro de Charleroi)
La línea 1 del Metro de Charleroi (Bélgica) es una línea que une la estación de Monument con la de Sud, volviendo después hasta la estación de Monument. En términos geográficos, une el oeste de la aglomeración de Charleroi con el centro de la ciudad.
Está complementada por la línea , con la que comparte todas las paradas de su recorrido desde Pétria en adelante.

## Historia

### Tramways Vicinaux
La línea conocida entonces como ligne 90 des Tramways Vicinaux abrió al público el 15 de febrero de 1931, conectando Charleroi y Binche. La línea llegó hasta Mons y La Louvrière el 3 de junio de 1973. Fue totalmente renovada entre los años 1980 y 1982 para adaptarla a la red de metro ligero, es decir, que se segregó su trazado de la circulación. Finalmente, tras la creación de otros tramos de vía, las obras finalizaron el 22 de agosto de 1992. 

### Integración en TEC
Con la federalización del estado belga en 1991, la SNCV, propietaria hasta entonces de los tranvías en Bélgica, es sustituida por la actual SRWT, siglas para Société Régionale Wallonne du Transport (Sociedad Regional Valona de Transporte) en la Región Valona.
Conescuentemente, la línea deja de dar servicio el 23 de agosto de 1993, al haber tramos aislados dentro de su recorrido. El 30 de agosto de 1996, se restableció la línea al tráfico, como línea  88 .

### Reorganización de 2012
En 2008 comienzan las obras para cerrar el bucle del centro de Charleroi, lo que daría continuidad y sentido a la red de metro. Estas finalizaron en enero de 2012, por lo que el 27 de febrero de ese mismo año, se reorganizó la red, sustituyéndose la denominación  88  por  y ampliándose su recorrido por el bucle central.

## Recorrido
La línea  comienza su recorrido en la chaussée de Mons, municipio de Anderlues. Aquí se sitúa la estación Monument. Justo después, gira a la derecha por la rue Paul Janson para continuar por rue de la Station, donde se encuentra la estación homónima. A continuación está la estación Jonction, en el cruce con la rue des Déportés. En el cruce con la chaussée de Thuin está la estación Route de Thuin. Posteriormente, la línea se integra en una plataforma reservada, segregada de la circulación, incorporándose posteriormente a la chaussée de Charleroi, también segregadamente. Aquí entra en el término municipal de Fontaine-l'Évêque.
Tras pasar la estación Surschiste, en el término con Anderlues, la calle pasa a ser rue de Mons y la línea continúa separada, parando en Couron du Berger. Después se vuelve a separar del resto de la circulación y entra en la estación Pétria, término de la línea , en modo metro. Aquí se soterra la línea para atravesar el casco histórico de Fontaine-l'Évêque, parando en Fontaine. Al resurgir, entra en un viaducto, donde se encuentra la estación Paradis, cruzando la autovía  N54 . Para en las estaciones Leernes y Morgnies antes de entrar en Charleroi.
Una vez dentro de la ciudad, en un viaducto, está la estación de Moulin, previa al puente sobre el río Sambre. Aquí vuelve a soterrarse para llegar a la estación De Cartier y a la futura estación Marchienne, que está en proyecto. Vuelve a cruzar de nuevo el río Sambre para llegar a la estación Providence, y vuelve a soterrarse por tercera vez. Se encuentra en este túnel la estación Dampremy, previa al empalme con la "antena" a Gosselies, de donde proviene la línea , que tomara la dirección contraria que la  en el bucle central. En un nuevo viaducto se encuentra la estación Piges.
El final del viaducto de Piges, sobre las vías de la SNCB, marca la entrada de las tres líneas en el bucle central. La  entra en el túnel dirección sur, hacia la estación Ouest. Aquí converge con la SNCB. Siguiendo hacia el sur, está la estación Villette, seguida de la de Sud, también junto a la estación homónima de la SNCB. A continuación, la línea abandona el túnel y sube a la superficie para parar en la estación Tirou. Vuelve después bajo tierra para las estaciones Parci, Janson, Waterloo y Beaux-Arts. Aquí, la línea abandona el bucle y vuelve a la estación Piges, en dirección Anderlues.

### Correspondencias
- entre Pétria y Beaux-Arts
- entre Piges y Beaux-Arts
- entre Ouest y Beaux-Arts
- en Ouest y Sud
- en Sud
- en Sud
- en Sud
- en Sud

## Estaciones
|  |   |   |   |  | Estación          | Municipio                       | Correspondencia                                                                          |  |
|  | - | - | - |  | ----------------- | ------------------------------- | ---------------------------------------------------------------------------------------- |  |
|  |   | ■ |   |  | Monument          | Anderlues                       | 30 91 136                                                                                |  |
|  |   | ■ |   |  | Rue de la Station | Anderlues                       |                                                                                          |  |
|  |   | ■ |   |  | Jonction          | Anderlues                       | 30 91 119 136                                                                            |  |
|  |   | ■ |   |  | Route de Thuin    | Anderlues                       | 30 91 136                                                                                |  |
|  |   | ■ |   |  | Surschiste        | Anderlues                       |                                                                                          |  |
|  |   | ■ |   |  | Coron du Berger   | Fontaine-l'Évêque               |                                                                                          |  |
|  |   | ■ |   |  | Pétria            | Fontaine-l'Évêque               | 63 173                                                                                   |  |
|  |   | ■ |   |  | Fontaine          | Fontaine-l'Évêque               | 63                                                                                       |  |
|  |   | ■ |   |  | Paradis           | Fontaine-l'Évêque               | 63                                                                                       |  |
|  |   | ■ |   |  | Leernes           | Leernes (Fontaine-l'Évêque)     |                                                                                          |  |
|  |   | ■ |   |  | Morgnies          | Goutroux (Charleroi)            | 51                                                                                       |  |
|  |   | ■ |   |  | Moulin            | Monceaux-sur-Sambre (Charleroi) | 51 71 75                                                                                 |  |
|  |   | ■ |   |  | De Cartier        | Marchienne-au-Pont (Charleroi)  | 43 71 75 77 83 109                                                                       |  |
|  |   |   |   |  | Marchienne (?)    | Marchienne-au-Pont (Charleroi)  |                                                                                          |  |
|  |   | ■ |   |  | Providence        | Marchienne-au-Pont (Charleroi)  | 53                                                                                       |  |
|  |   | ■ |   |  | Dampremy          | Dampremy (Charleroi)            | 41                                                                                       |  |
|  |   | ■ |   |  | Piges             | Dampremy (Charleroi)            |                                                                                          |  |
|  | ∨ |   |   |  | Ouest             | Charleroi                       | 41 53 85 86 MIDO                                                                         |  |
|  | ∨ |   |   |  | Villette          | Charleroi                       | 43 83 85 CITY                                                                            |  |
|  | ∨ |   |   |  | Sud               | Charleroi                       | 1 3 13 14 18 19 20 21 25 35 43 52 68 70 71 83 85 86 109 138 170 173 451 A BRUY CERI CITY |  |
|  |   |   | ∧ |  | Beaux-Arts        | Charleroi                       | 41 50 154 710 CITY MIDO                                                                  |  |
|  |   |   | ∧ |  | Waterloo          | Charleroi                       |                                                                                          |  |
|  |   |   | ∧ |  | Janson            | Charleroi                       | 154 158 CITY                                                                             |  |
|  |   |   | ∧ |  | Parc              | Charleroi                       | 1 3 25 35                                                                                |  |
|  |   |   | ∧ |  | Tirou             | Charleroi                       | 1 3 18 25 35 138 451 CITY                                                                |  |

## Explotación de la línea

### Frecuencias
| Días                       | Primer tren | Primer tren | Último tren | Último tren | Frecuencias |
| Días                       | Monument    | Sud         | Sud         | Monument    | Frecuencias |
| -------------------------- | ----------- | ----------- | ----------- | ----------- | ----------- |
| Lunes a Viernes (invierno) | 04:42       | 05:17       | 20:10       | 20:46       | 30'         |
| Lunes a Viernes (verano)   | 04:42       | 05:17       | 20:10       | 20:46       | 30-60'      |
| Sábados                    | 04:45       | 05:17       | 19:47       | 20:23       | 60'         |
| Domingos y Festivos        | 04:45       | 07:17       | 19:47       | 20:23       | 60'         |

| Días                       | Primer tren | Primer tren | Último tren | Último tren | Frecuencias |
| Días                       | Pétria      | Sud         | Sud         | Pétria      | Frecuencias |
| -------------------------- | ----------- | ----------- | ----------- | ----------- | ----------- |
| Lunes a Viernes (invierno) | 04:49       | 05:17       | 20:10       | 20:36       | 15'         |
| Lunes a Viernes (verano)   | 04:49       | 05:17       | 20:10       | 20:36       | 15-30'      |
| Sábados                    | 04:52       | 05:17       | 19:47       | 20:13       | 30'         |
| Domingos y Festivos        | 04:52       | 07:17       | 19:47       | 20:13       | 30'         |

## Futuro
Está prevista la construcción de una estación llamada Marchienne, entre De Cartier y Providence.